# 本多正訥
本多 正訥（ほんだ まさもり）は、幕末・明治維新期の大名。駿河田中藩第7代藩主、安房長尾藩初代藩主（知藩事）。正重系本多家12代。

## 生涯

### 明治維新まで
田中藩第5代藩主本多正意の七男（六男とも）として生まれる。
安政3年（1856年）12月22日、兄正寛の養子となる。安政4年（1857年）11月15日、将軍徳川家定に拝謁する。同年12月16日、従五位下伯耆守に叙任する（後に紀伊守に改める）。万延元年（1860年）閏3月16日、正寛の死去を受けて家督を継ぎ、田中藩第7代藩主となる。
文久2年（1862年）11月4日、新設された学問所奉行の一人に就任する（相役は秋月種樹）。文久3年（1863年）、下総国に所在した田中藩飛び地領の管轄のため、流山郊外の加村に屋敷（加村陣屋）を建設し、江戸深川にあった下屋敷の人員を移転した。
元治元年（1864年）7月21日、駿府城代に就任。戊辰戦争中の慶応4年（1868年）2月12日、尾張藩が派遣した勤皇誘引使都筑九郎右衛門に勤皇証書を渡して、駿府城引渡しに同意した。徳川宗家当主徳川家達が駿河国・遠江国に移されると（静岡藩）、6月13日に家達に駿府城を引き渡す。また徳川家の静岡入封にともない、田中藩4万石には新政府から安房国・上総国に4万石の代替地を与えられ、同年7月13日移転を命じられた（長尾藩）。

### 安房長尾藩
新領地の藩庁は、藩士で兵学者の恩田仰岳の選定により、白浜に近い安房国長尾村滝口（現・千葉県南房総市白浜町滝口）に陣屋を建設して置くこととなった。移転先の準備が整うまで正訥や藩士の多くは旧領内藤枝宿の寺院に止宿した。
明治2年（1869年）2月、藩校日知館を安房に移転。明治2年（1869年）6月20日、正訥は版籍奉還を行なって知藩事となる。この年の夏、台風によって建設中の長尾陣屋が倒壊。もともと長尾での陣屋建設は藩内に反対論が多く、恩田仰岳は譴責処分となり、翌明治3年（1870年）1月以降、館山に近い北条村鶴ヶ谷に新たな藩庁（北条陣屋）や藩士居住地の建設が進められた。知藩事正訥は明治3年（1870年）5月に北条陣屋に着任した。
明治3年（1870年）12月14日、隠居して養子正憲に家督を譲った。明治18年（1885年）11月1日、59歳で死去した。

## 人物
博学の藩主として知られ、高鍋藩主秋月種樹（古香）、唐津藩主小笠原長行（明山）とともに「天下の三公子」と称された。著書に『清史逸話』がある。

## 家族・親族
父母
- 本多正意（実父）
- 本多正寛（養父）

正室、継室
- 松平文子 ー 松平信発の養女、秋山正光の娘（正室）[1]、文久2年（1862年）7月21日に死別[1]
- 鋭 ー 稲垣長剛の次女（継室）[1]

養子
- 本多正憲 ー 菅沼正貞の長男、正訥の甥にあたる。[1]